# Корен, Хаим
Хаим Корен (ивр. חיים קורן‎; род. 6 июня 1953 года в Израиле) — израильский дипломат, бывший посол Израиля в Египте. Корен также является бывшим директором отдела политического планирования израильского МИДа, а также он стал первым израильским послом в Южном Судане.

## Биография
Корен работал в разных дипломатических должностях в США, Египте и Непале. Он был директором ближневосточного департамента израильского МИДа.
Он свободно говорит на арабском языке, включая суданские диалекты. В течение своей дипломатической карьеры он работал с официальными лицами в области безопасности над разрешением и пониманием проблемы суданских беженцев из Дарфура.
Корен является директором ближневосточного отдела, Центра политических исследований МИДа в Иерусалиме. Его должности в МИДе: директор отдела политического планирования (Иерусалим), заместитель пресс-секретаря, консул по прессе и информации. Генеральный консул Израиля в Чикаго, консул в генеральном консульстве в Александрии, второй секретарь посольства в Катманду, Непал.
Его диссертация на звание PhD была написана на тему: «Local Archives in Dar Fur (Western Sudan) 1720—1916». Корен также работал в качестве преподавателя в израильских вузах. Среди его курсов значатся: «Развитие арабских СМИ» — на кафедре коммуникаций в Хайфском университете. Кроме того преподавание там же на кафедре ближневосточной истории курса «Общественное и политическое развитие арабов в Израиле». Лектор в колледже Emek Yezreel — история ближнего востока, социология ислама, арабские СМИ. Корен является членом центра ближневосточных исследований Университета Чикаго, а также приглашённым лектором на кафедре политических наук хайфского университета, где он читает курс «Ближневосточная политика».
В августе 2010 года был назначен на должность первого посла Израиля в Ашхабаде, однако туркменский МИД отклонил и его кандидатуру.